# Jair Pires
Jair Pires da Silva (São Gabriel da Palha, 16 de dezembro de 1937 — Rio de Janeiro, 12 de março de 2008) foi um cantor e compositor brasileiro, intérprete de música cristã contemporânea.
Iniciou sua carreira em 1956, escrevendo músicas, e formando a dupla Jair e Hozana, tendo notoriedade nacional com o disco Alma Cansada, o qual, com a faixa-título, escrita por Jair, tornou-se um dos clássicos da música cristã no Brasil. Este disco foi considerado, por vários historiadores, músicos e jornalistas, como o 19º maior álbum da música cristã brasileira, em uma publicação de 2015.
Após alguns anos, a dupla se separou, e Jair formou uma dupla com seu irmão, chamada Os Galileus. Depois disso, iniciou carreira solo, gravando discos até sua morte.
Várias de suas músicas foram regravadas por bandas e músicos, como Banda e Voz, Mara Lima e Robinson Monteiro. É autor da canção "Bate Coração", uma das faixas mais notórias da carreira de Shirley Carvalhaes.
Em 2007, o cantor teve um acidente vascular cerebral e sofreu um acidente automobilístico. Em 12 de março de 2008 faleceu, enquanto se recuperava do referido AVC. Foi sepultado no Cemitério Jardim da Saudade, Mesquita, Rio de Janeiro.

## Discografia
Com Hozana Pires
Solo
- 1975: Vem Comigo
- 1978: Plantando Amor
- 1979: Sangue Protetor
- 1985: O Homem Rico
- 1988: Eu Sei
- 1990: As Mais Belas Canções
- 1991: 30 Anos Depois
- 1991: Consertando o Altar
- 1991: O Homem Rico Ficou Mais Rico
- 1992: Perdoando
- 1992: Ungido de Deus
- 1993: Foi Jesus
- 1994: Quem São Aqueles
- 1994: Canta Meu Povo
- 1994: O Dia do Triunfo
- 1995: Bate Coração
- 1995: Adeus Mocidade
- 1995: Jesus Nazareno
- 1996: Silêncio
- 1997: Tô Na Benção
- 1997: Igreja Viva
- 1998: Alma Cansada
- 1998: Canto da Vida
- 1999: Os Mais Belos Hinos da Harpa"
- 2000: Testemunho
- 2002: Onde Está Você?
- 2003: Mar de Rosas